# Теличка (станція метро)
50°23′47″ пн. ш. 30°34′18″ сх. д. / 50.39639° пн. ш. 30.57167° сх. д.
«Тели́чка» — недобудована станція Київського метрополітену. Розташована на правому березі Києва, у місцевості Нижня Теличка.

## Історія
Будівництво станції розпочалося на початку 1990-х років між станцією «Видубичі» та Південним мостом. Роботи припинилися наприкінці 1992 року у зв'язку з тим, що фактично, станція розташована в індустріальному районі. Однак за деякою інформацією, її будували на перспективу, причому не найближчу, тому її не планували відкривати відразу і у підсумку закрили. Наразі будівельні роботи на станції не ведуться. Можливо, станцію відкриють після перепрофілювання промислової зони і побудови поблизу громадського центру.
На перегоні між станціями «Славутич» та «Видубичі» є можливість  побачити двоплатформену станцію та ряд колон недобудованої станції «Теличка». Готовність станції  на 90 %, існує підстанція, проте виходів досі не існує.